# Estnischer Fußballpokal 1938
Der Estnische Fußballpokal 1938 war die erste Austragung des estnischen Pokalwettbewerbs der Männer. Das Wiederholungsspiel im Finale fand am 6. November 1938 statt, nachdem im ersten Endspiel keinen Sieger ermittelt werden konnte.
Pokalsieger wurde der SK Tallinna Sport.

## Vorrunde
|                   | Ergebnis  |                       |
| ----------------- | --------- | --------------------- |
| Olümpia Tartu     | 5:1       | VVS Puhkekodu Tallinn |
| SS Kalev Pärnu    | 5:2 n. V. | Tallinna ÜENÜTO       |
| KS Võitleja Narva | 3:4       | Narva THK             |

## Viertelfinale
|                    | Ergebnis |                   |
| ------------------ | -------- | ----------------- |
| SS Kalev Pärnu     | 0:1      | SK Tallinna Sport |
| Olümpia Tartu      | 0:3      | JK Pärnu Tervis   |
| Tallinna ESS Kalev | 2:3      | Tallinna JK       |
| Narva THK          | 0:1      | SÜ Esta Tallinn   |

## Halbfinale
|                   | Ergebnis  |                 |
| ----------------- | --------- | --------------- |
| SK Tallinna Sport | 3:2       | SS Tervis Pärnu |
| SÜ Esta Tallinn   | 0:1 n. V. | Tallinna JK     |

## Finale
| Paarung           | SK Tallinna Sport – Tallinna JK |
| Ergebnis          | 1:1 n. V. (1:1, 1:0) |
| Datum             | 18. September 1938 |
| Stadion           | Kadrioru staadion, Tallinn |
| Schiedsrichter    | Henrich Paal |
| Tore              | 1:0 Georg Siimenson (8.) 1:1 Anatoli Velisto (55.) |
| SK Tallinna Sport | Evald Tipner – Robert Laanesto, Elmar Valdmees – Dmitri Stepanov, Artur Jakobson, Kleesmann – Leonid Saar, Aleksander Ando, Elmar Brenner, Herbert Seegner-Saarne, Georg Siimenson |
| Tallinna JK       | Paul Sutt – Artur Tarimäe, Meinhard Niinvee – Evald Šmitt, Karl-Rudolf Sillak, Alfred Koni – Richard Valdov, Erich Papp, Anatoli Velisto, Osvald Kastanja, H. Sieger               |

### Wiederholungsspiel
| Paarung           | SK Tallinna Sport – Tallinna JK |
| Ergebnis          | 2:1 n. V. (1:1, 1:1) |
| Datum             | 6. November 1938 |
| Stadion           | Kadrioru staadion, Tallinn |
| Zuschauer         | 1.000 |
| Schiedsrichter    | Oskar Koni |
| Tore              | 1:0 Elmar Brenner (29.) 1:1 Osvald Kastanja-Kastan (25.) 2:1 Kleesmann (97.) |
| SK Tallinna Sport | Evald Tipner – Elmar Valdmees, Artur Jakobson – Kleesmann, Leonid Saar, Aleksander Ando – Elmar Brenner, Herbert Seegner-Saarne, Georg Siimenson, Hugo Ööbig (Arnold Laasner), Kopel Koslovsky |
| Tallinna JK       | Paul Sutt – Artur Tarimäe, Meinhard Niinvee – Alfred Valdov, Karl-Rudolf Sillak, Alfred Koni – Richard Valdov, Erich Papp, Anatoli Velisto, Osvald Kastanja, H. Sieger                         |